# Pterocuma pectinatum
Pterocuma pectinatum — вид кумових ракоподібних родини Pseudocumatidae. Рачок зустрічається на північному сході Атлантики, у Середземному, Чорному та Каспійському морях.